# Rubicone (Cesena)
Rubicone è un quartiere della città di Cesena. 
Si estende su una superficie di 30,29 km² per una popolazione di 4 737 abitanti (dati del 2007). Confina a nord con il quartiere Al Mare e a est con i quartieri Fiorenzuola e Cesuola. Il territorio del Rubicone comprende le zone urbane di Calisese, Casale, Saiano, Carpineta, San Tomaso, Madonna dell'Olivo, Case Castagnoli, Case Missiroli, Budrio e Bulgaria. La frazione più abitata del Rubicone cesenate è sicuramente Calisese, che negli ultimi anni si è notevolmente estesa e radicata nel territorio. Il Quartiere Rubicone è attraversato dalla  SS 9 via Emilia che lo rende facilmente percorribile. 
A Case Castagnoli è prevista a breve la creazione di una nuova zona artigianale oltre a quella già preesistente.
A Case Missiroli invece sono quasi ultimati i lavori del nuovo comparto PEEP in bioedilizia.